# Alpercatas
Alpercatas (port. Rio Alpercatas) – rzeka w północno-wschodniej Brazylii, w stanie Maranhão. Źródła rzeki znajdują się w południowej części stanu, w górach Serra das Alpercatas. W przeważającej części rzeka płynie w kierunku północno-wschodnim, aż do ujścia do rzeki Itapecuru, znajdującego się około 7 km na zachód od miasta Colinas.